# Lara com Z
Lara com Z é uma série de televisão brasileira que foi produzida e exibida pela Rede Globo entre 7 de abril e 7 de julho de 2011 em apenas uma temporada de 14 episódios. Foi escrita por Aguinaldo Silva e Maria Elisa Berredo, com a colaboração de Daniel Berlinsky, Fátima Diniz, Ricardo Hautequestt, Simone Mousse e Tatiana Contreiras, sob direção de Cláudio Boeckel e Emerson Muzeli e direção geral e de núcleo de Wolf Maya. É uma obra derivada da série Cinquentinha (2010), também de Aguinaldo Silva, porém focando apenas na vida de uma das protagonista, Lara Romero.
Conta com Susana Vieira, Humberto Martins, Eliane Giardini, Beatriz Segall, Roberto Maya, Monique Alfradique e Dalton Vigh nos papéis principais.

## Produção
Aguinaldo Silva revelou que a personagem Sandra Heibert, interpretada por Eliane Giardini, foi inspirada na jornalista Fabíola Reipert, que na vida real ficou conhecida por igualmente revelar diversas polêmicas da vida de Susana Vieira, embora o próprio autor tivesse dito que admirava seu trabalho e o bom humor em publicar suas notas de forma ácida.

## Enredo
Sem conseguir retomar às novelas, Lara Romero (Susana Vieira) capta recursos do governo para produzir um filme, porém após avaliar que o roteiro era terrível, ela utiliza o dinheiro para comprar o Teatro João do Rio e reerguer a carreira nos palcos. No entanto ela é perseguida por Leandro (Humberto Martins), um fiscal federal que a pressiona para devolver o dinheiro gasto irregularmente – e com quem acaba vivendo um tórrido romance –, e por Sandra Heibert (Eliane Giardini), jornalista de fofoca que adora tripudiar na derrocada da megera em seu site. As polêmicas de Lara respingam em sua neta, Bárbara (Monique Alfradique), que vê seu namoro com Oliver (Augusto Zacchi) ser minado pelos avós dele, Maria Beatriz (Beatriz Segall) e Maximiliano (Roberto Maya), um casal tradicionalista que não quer o rapaz envolvido em uma família de escândalos.
Celina, filha de Lara, tenta dar uma nova chance ao ex, Claus (Dalton Vigh), embora João Alfredo (André Garolli) tente seduzi-la pelo dinheiro herdado. Carlo (Pierre Baitelli) decidiu ficar no Brasil após a mãe voltar para a Europa e se envolve com Alexandre (Carlo Porto), sem imaginar que ele namora a fútil Maria Valentina (Maria Casadevall) e está usando-o para conseguir o papel principal na peça de Lara.

## Elenco
| Ator               | Personagem                                    |
| ------------------ | --------------------------------------------- |
| Susana Vieira      | Lara Romero / Aretuza Pena                    |
| Humberto Martins   | Leandro Moraes                                |
| Eliane Giardini    | Sandra Heibert                                |
| Dalton Vigh        | Claus Martinez                                |
| Thaís de Campos    | Celina Pena                                   |
| Beatriz Segall     | Maria Beatriz Ventura Passos de Albuquerque   |
| Roberto Maya       | Maxmiliano Ventura Passos de Albuquerque      |
| Monique Alfradique | Bárbara Pena Martinez                         |
| Augusto Zacchi     | Oliver Ventura Passos de Albuquerque          |
| André Garolli      | João Alfredo Flores                           |
| Pierre Baitelli    | Carlo Berganti                                |
| Carlo Porto        | Alexandre Viana                               |
| Maria Casadevall   | Maria Valentina Ventura Passos de Albuquerque |
| Paola Crosara      | Eliete Dias                                   |
| Emiliano Queiroz   | Sebastião                                     |
| Maria Helena Pader | Leontina                                      |
| Polly Marinho      | Ludilene Xavier                               |
| Rogério Barros     | Ed Xavier                                     |

### Participações especiais
| Ator            | Personagem        |
| --------------- | ----------------- |
| Othon Bastos    | Agenor Improtta   |
| Paulo Betti     | Getúlio Ferro     |
| Guilherme Weber | Antônio Marcondes |
| Fernando Eiras  | Everardo Lopes    |